# ピーター・グリーナウェイの枕草子
『ピーター・グリーナウェイの枕草子』（-まくらのそうし、原題：The Pillow Book）は、1996年製作のイギリス・フランス・オランダ合作映画である。ピーター・グリーナウェイ監督・脚本。清少納言の『枕草子』がベースになっている。衣裳や美術はワダ・エミが手がけている。1996年にスペインのシッチェス・カタロニア国際映画祭でグランプリを受賞。

## ストーリー
日本人書家の父と中国人の母親の間に生まれた諾子は、子供の頃から父の手で、顔などに書（文字）を書いてもらうことを喜びとしていた。

## キャスト
- ヴィヴィアン・ウー：清原諾子
- ユアン・マクレガー：ジェローム
- 緒形拳：父
- 吉田日出子：おば／清少納言／メイド
- ジュディ・オング：母
- 光石研：夫
- 本田豊
- ヨシ笈田：出版社社長
- 石丸安紀
- 高松志保
- 大西千鶴
- 佐々木りえ
- 河合みわこ
- 堀大史

## 使用楽曲
- 玫瑰玫瑰我愛你
- 敵は幾万（若原一郎）
- 愛馬進軍歌（春日八郎）